# Kilas, o Mau da Fita
Kilas, o Mau da Fita (dt.: Kilas, der Böse des Streifens) ist ein Spielfilm des portugiesischen Regisseurs José Fonseca e Costa aus dem Jahr 1980. Die Komödie entstand als portugiesisch-brasilianische Koproduktion und kam am 27. Februar 1981 in die portugiesischen Kinos. Mit mehr als 100.000 Zuschauern ist er einer der erfolgreichsten Produktionen in der Geschichte des portugiesischen Films. Der Musiker Sérgio Godinho, der auch am Drehbuch mitgeschrieben hat, produzierte den Soundtrack.

## Handlung
Der Film spielt im Milieu Lissabonner Kleinkrimineller, deren Existenzprobleme auch auf unerfüllte Versprechen der Nelkenrevolution zurückgehen. Hauptfigur ist der Bandenchef „Kilas“, dessen Name eine satirische Verballhornung des englischen Wortes „Killers“ ist. Zusammen mit seiner Partnerin, der erfolglosen Sängerin „Pepsi Rita“, manövrieren sie sich mit Gaunereien durch das Leben.
Der Film beginnt komisch als eine Parodie auf amerikanische Gangsterfilme. Das Paar wird dann vom Geheimdienst mit Geld für Aktionen gegen Anti-Faschisten angeworben, deren Ausmaße bald auch die Kleinkriminellen selbst überfordern, und der Film endet recht nüchtern. Action, Humor und Tragik-Komik bestimmen den betont urbanen Film, der auch als kritische Parabel auf portugiesische Realitäten und auf das nach-revolutionäre Portugal angelegt ist.

## Festivals und Auszeichnungen
- 1980: Festival Internacional de Cinema da Figueira da Foz
- 1980: Ehren-Makila beim Filmfestival Biarritz
- 1981: Internationale Filmfestspiele Berlin 1981
- 1981: Großer Preis des Instituto Português de Cinema, dem heutigen Instituto do Cinema e do Audiovisual